# Daucus
Genre
Synonymes
Daucus est un genre de plantes à fleurs de la famille des Apiacées (ou Ombellifères). Ce sont des plantes herbacées représentées sur l'ensemble des continents à l’exception des zones les plus froides du globe. L'espèce la plus connue est Daucus carota dont provient la carotte cultivée.
Morphologiquement, ce genre se caractérise par des involucres à nombreuses folioles pennatiséquées et des involucelles à folioles simples ou tripennées. Ses fruits présentent neuf arêtes, les cinq primaires étant filiformes, les quatre secondaires portant une seule rangée d'ailes munies d'aiguillons. À maturité des graines, la plante se recroqueville souvent sur elle-même.

## Taxonomie
Le genre est décrit et nommé par le naturaliste Carl von Linné en 1753, dans son ouvrage Species Plantarum.

### Étymologie
Le nom générique Daucus désignait en latin et en grec (daukos, daukon, deukos, « doux, jus sucré ») différentes ombellifères (notamment la carotte et le panais) dont les auteurs antiques ne faisaient pas bien la différence.

### Synonymes
Selon Plants of the World online (POWO) (12 janvier 2021), les genres suivants sont inclus dans le genre Daucus 
et sont donc synonymes :
- Agrocharis Hochst.
- Ammiopsis Boiss.
- Babiron Raf.
- Ballimon Raf.
- Carota Rupr.
- Caucaliopsis H.Wolff
- Ctenodaucus Pomel
- Durieua Boiss. & Reut.
- Gynophyge Gilli
- Heterosciadium Lange ex Willk.
- Melanaton Raf.
- Melanoselinum Hoffm.
- Meopsis (Calest.) Koso-Pol.
- Monizia Lowe
- Pachyctenium Maire & Pamp.
- Peltactila Raf.
- Platydaucon Rchb.
- Platyspermum Hoffm.
- Pomelia Durando ex Pomel
- Pseudorlaya Murb.
- Rouya Coincy
- Staflinus Raf.
- Tetrapleura Parl.
- Tiricta Raf.
- Tornabenea Parl.

## Description

### Appareil végétatif
Ce sont des plantes herbacées annuelles ou bisannuelles. La tige est solitaire, dressée, ramifiée, hispide et gantée en arrière. Les feuilles basales sont pétiolées et bi à tripennées, devenant sessiles sur la tige.

Daucus carota, appareil végétatif
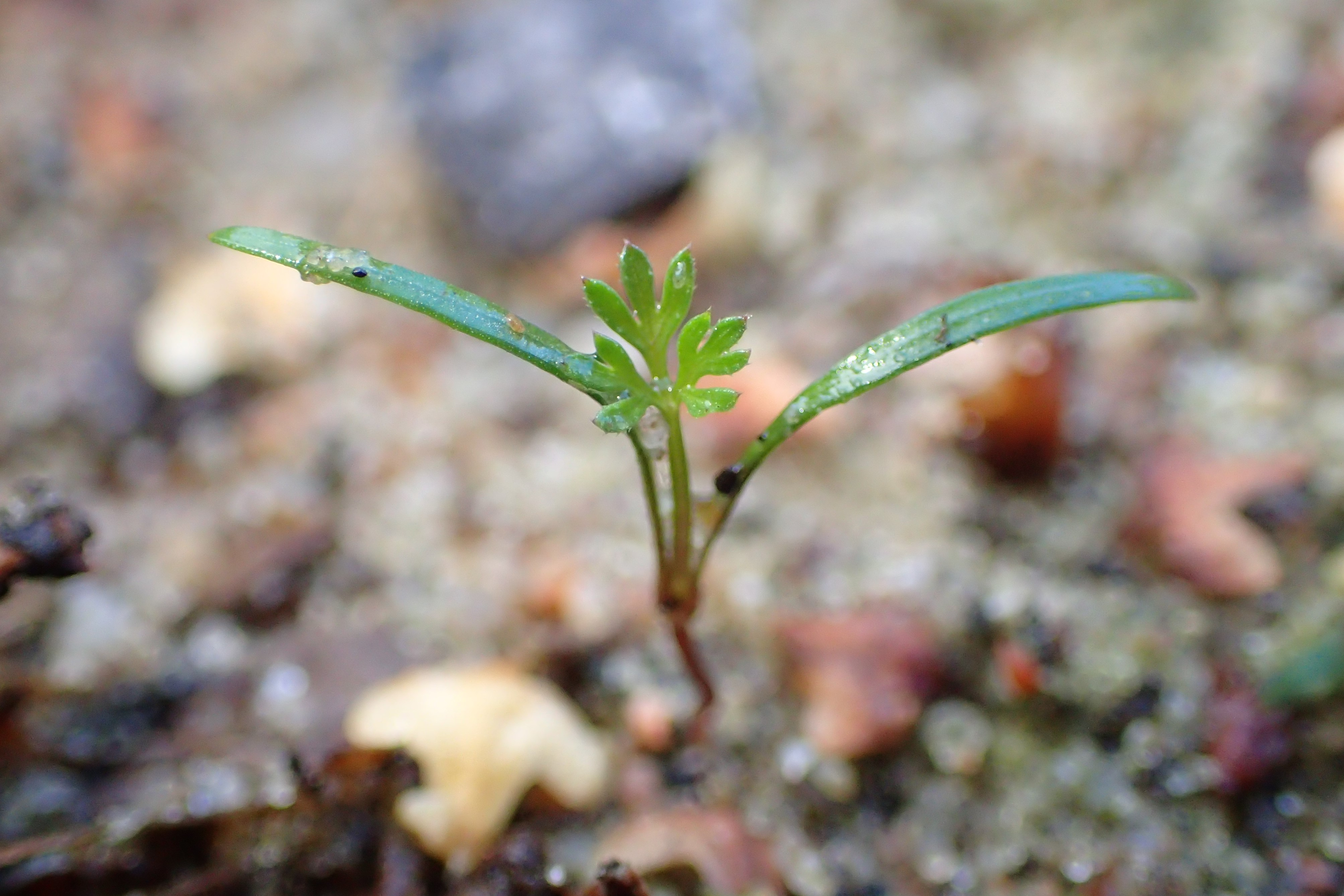
Germe à deux cotylédons.
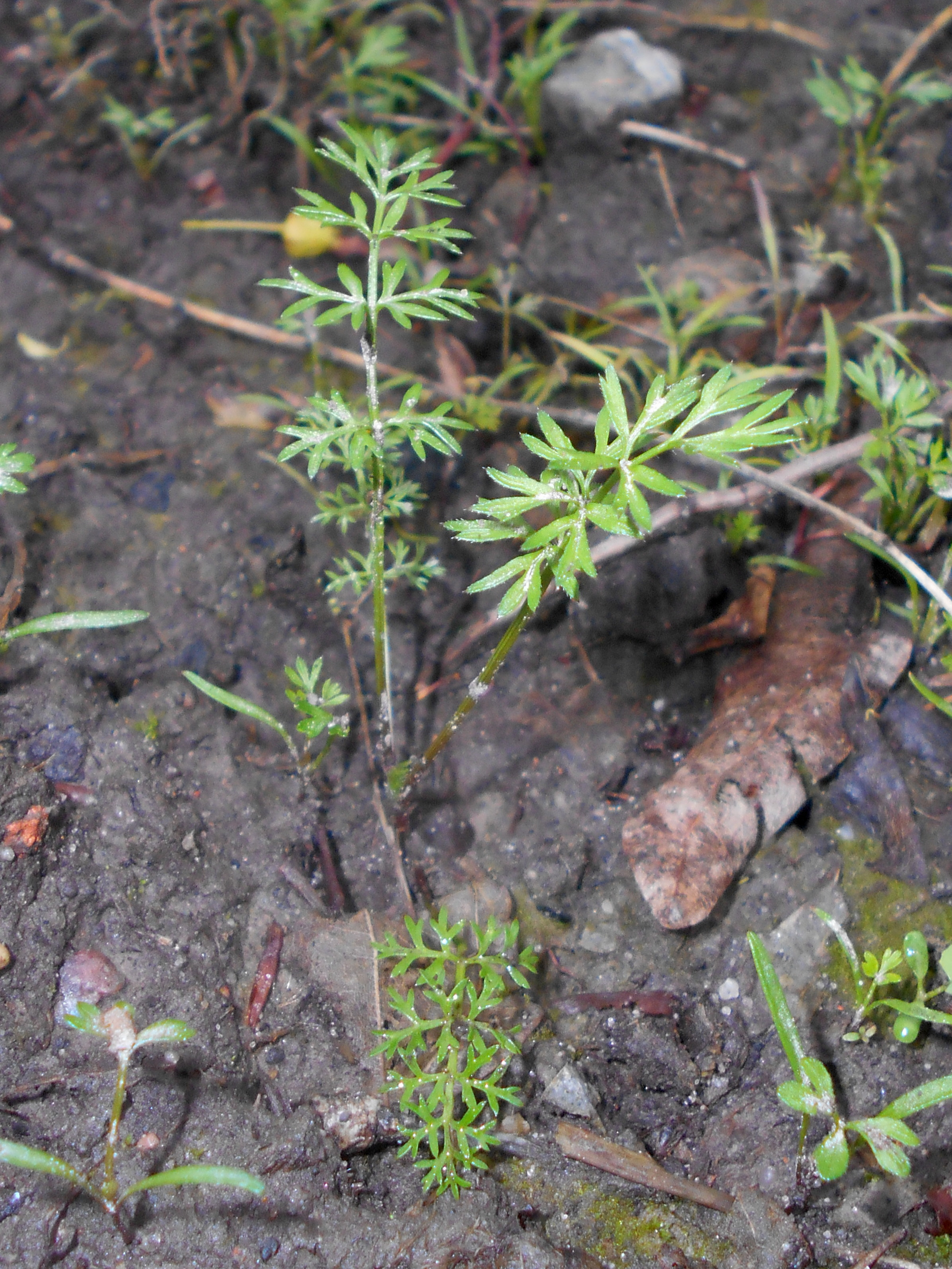
Jeune pousse.
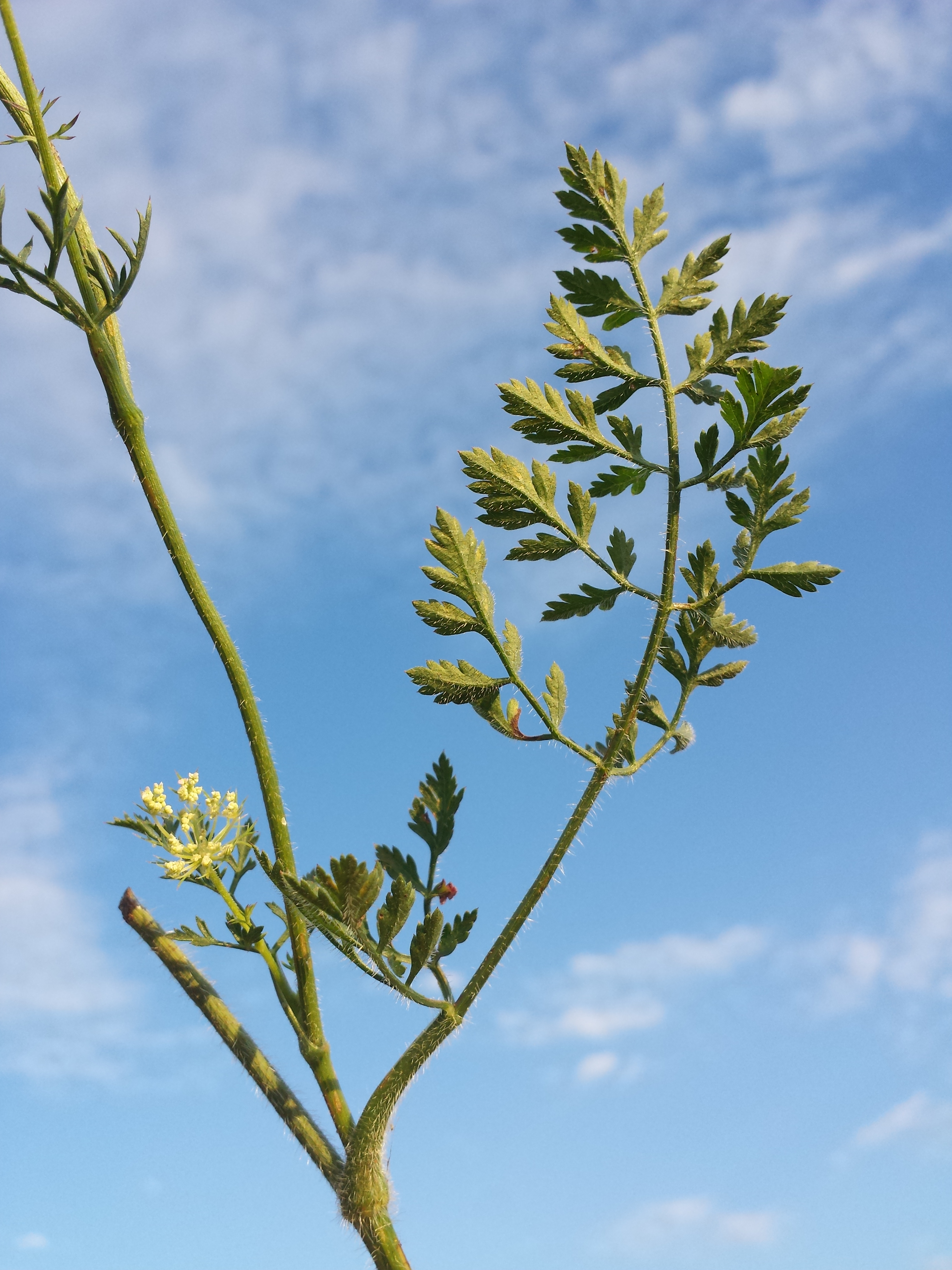
Feuille de la tige.
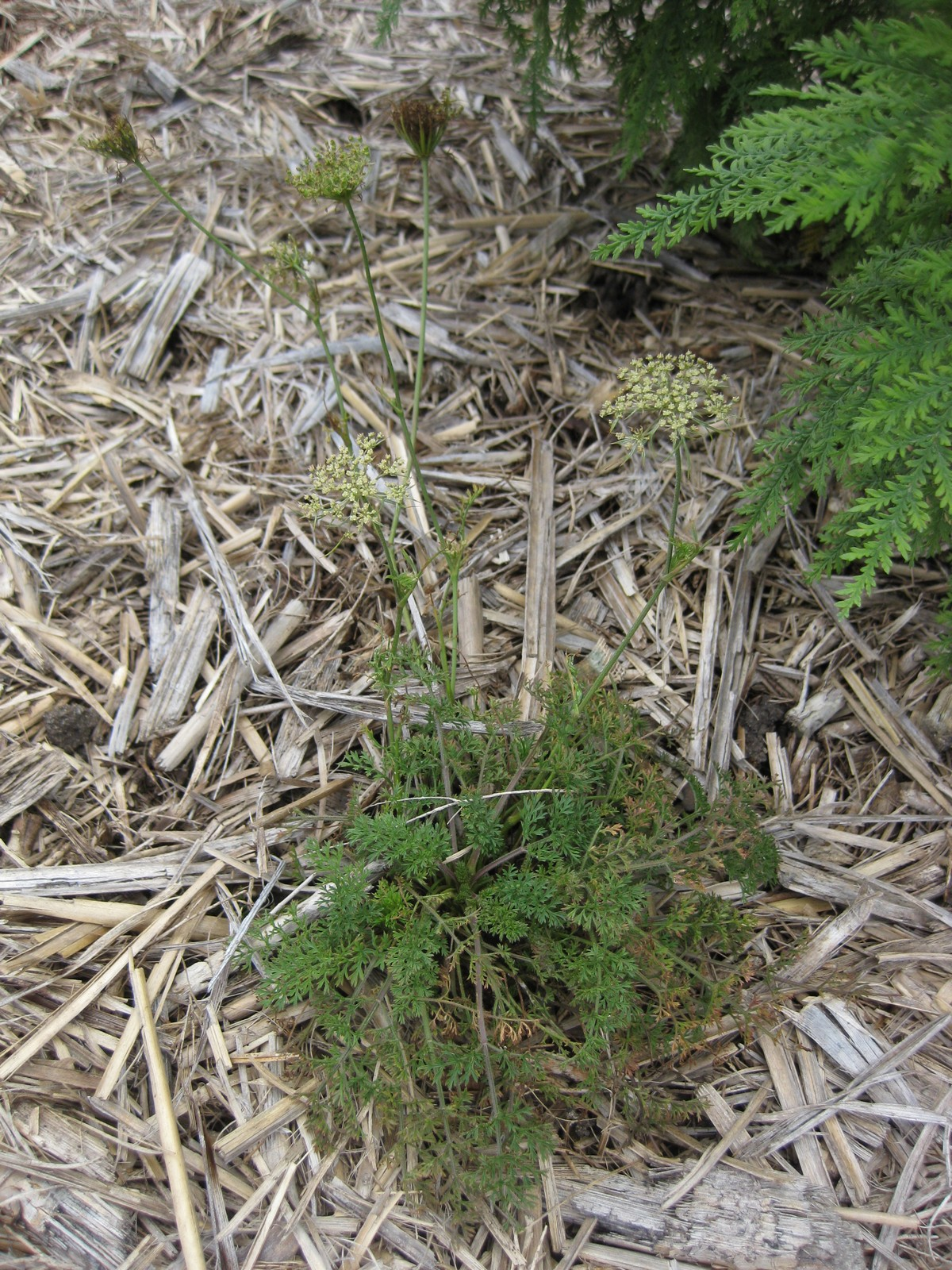
Rosette.

### Appareil reproducteur
Les inflorescences sont des ombelles terminales et axillaires, peu composées ; les bractées sont nombreuses et généralement pennées ;  les ombellules sont fortement fleuries et parfois aux pétales externes rayonnants. Les pédicelles sont inégaux ; les sépales sont petits ou absents ; les pétales sont blancs ou jaunes, les centraux parfois violacés. Le fruit, ellipsoïde à ovoïde, est comprimé dorsalement ; les nervures principales sont filiformes et poilues ; les nervures secondaires ailées, les ailes possédant des aiguillons. La graine est superficiellement concave à presque plate,.

Daucus carota - appareil reproducteur
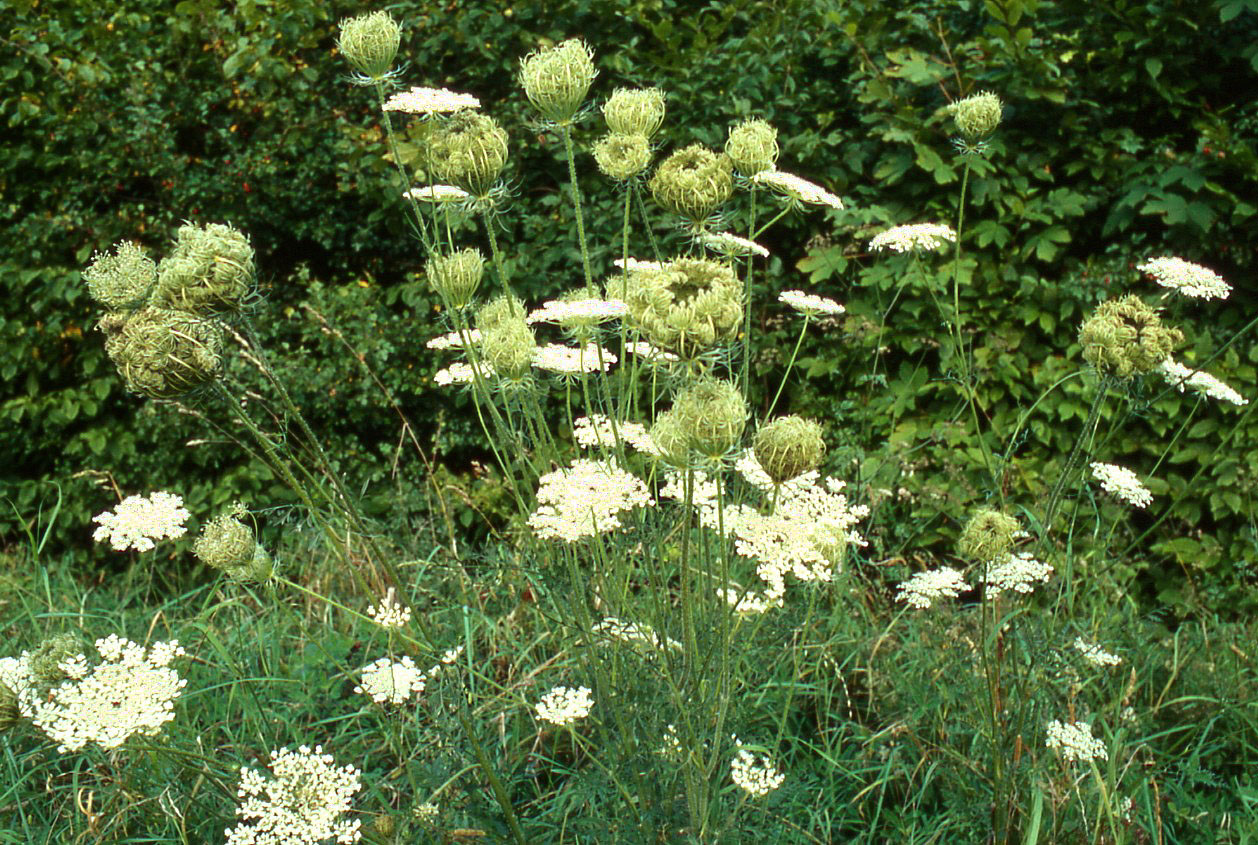
Vue générale.
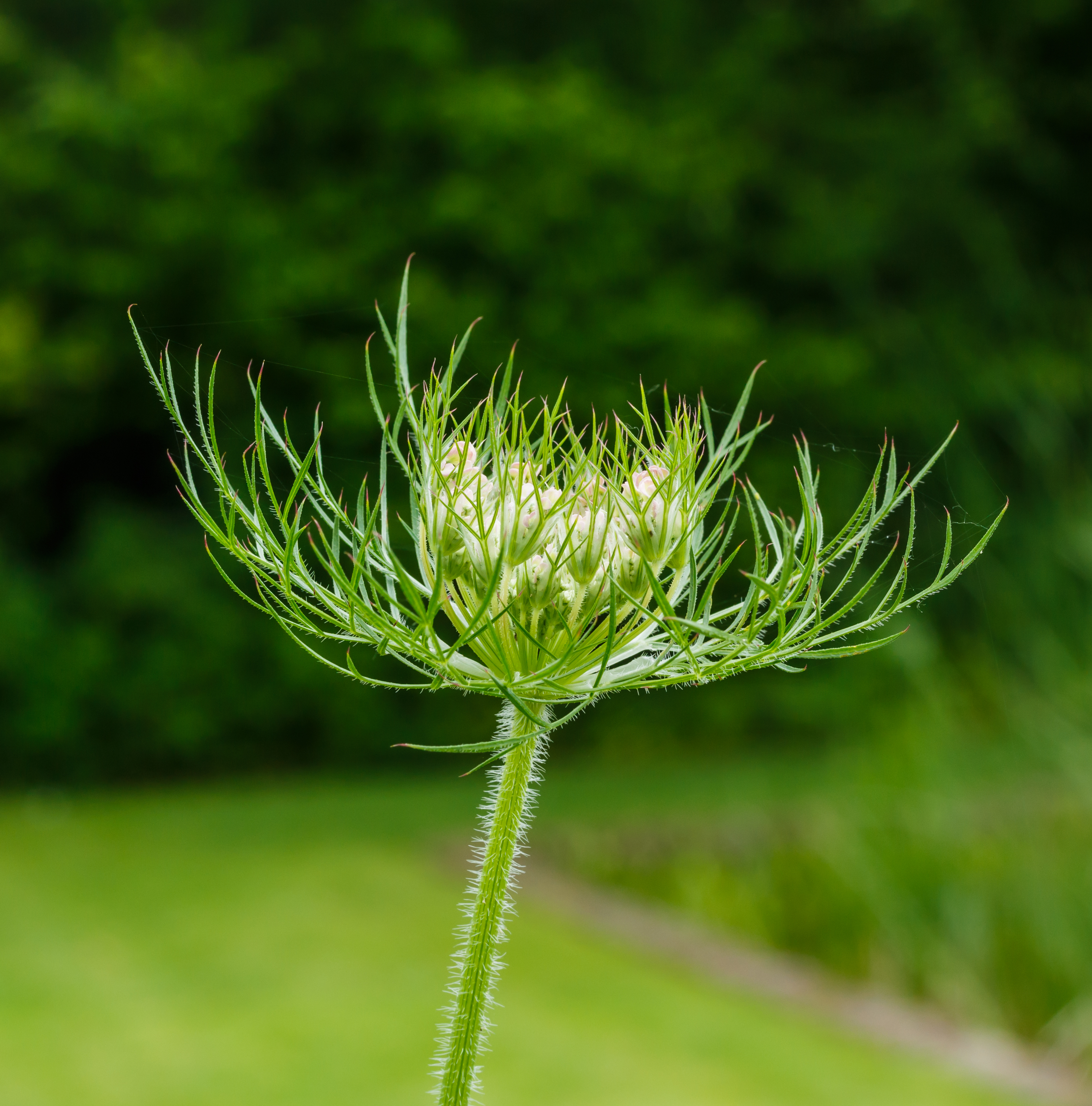
Bouton floral.
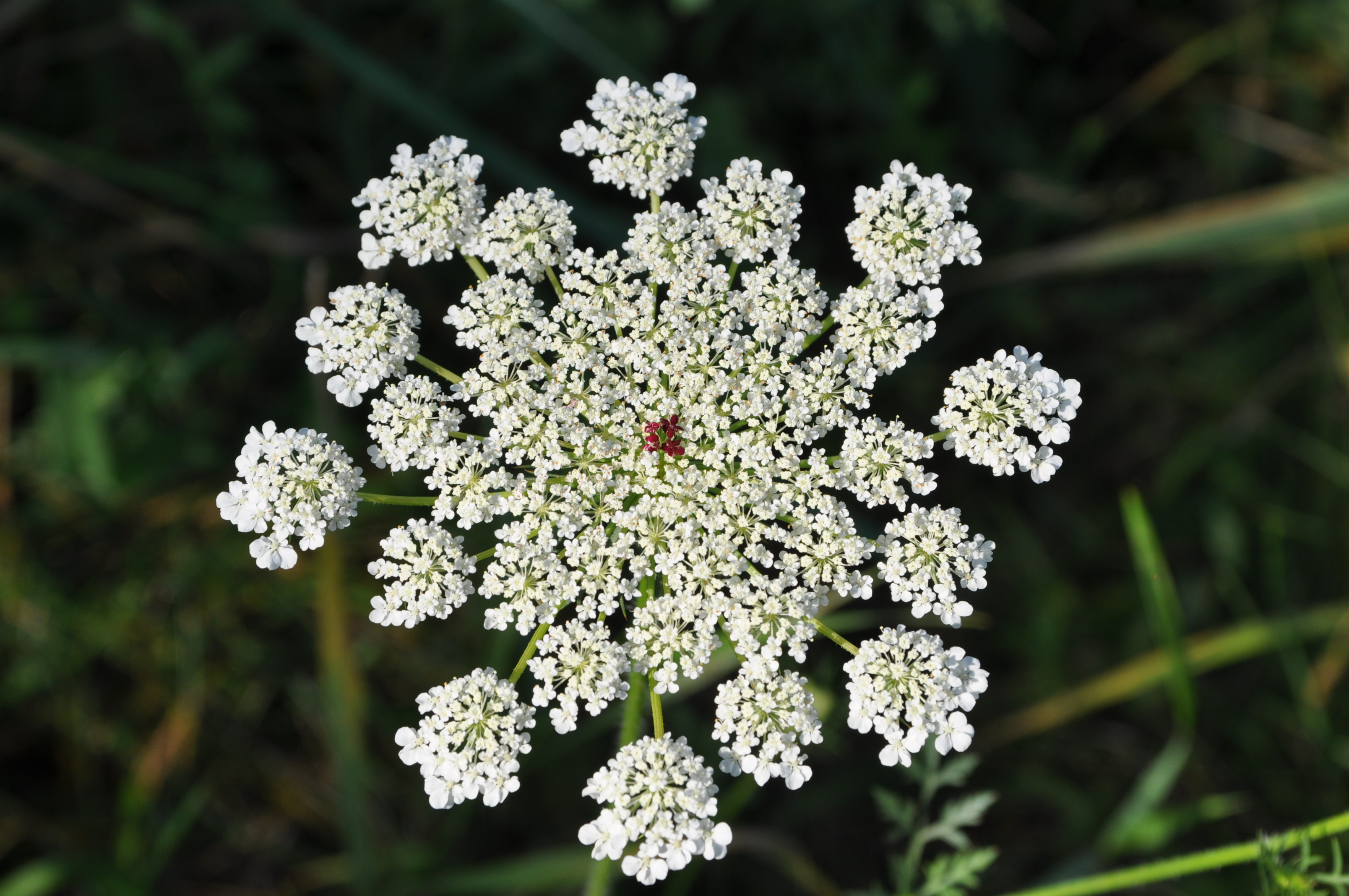
Ombelle.
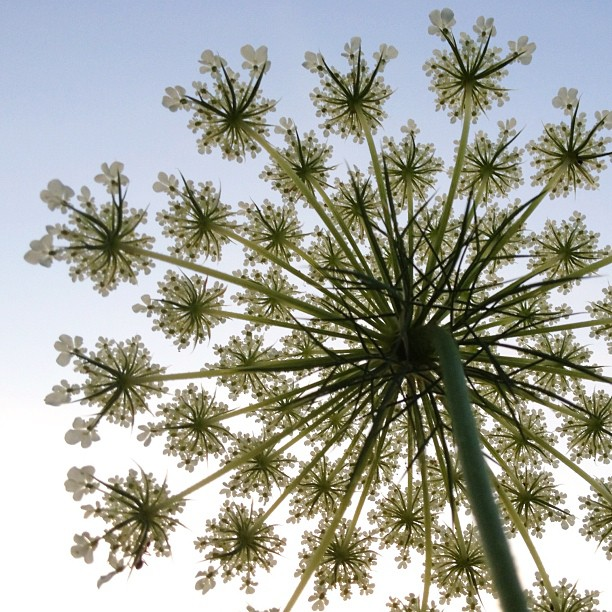
Ombelle vue du dessous.
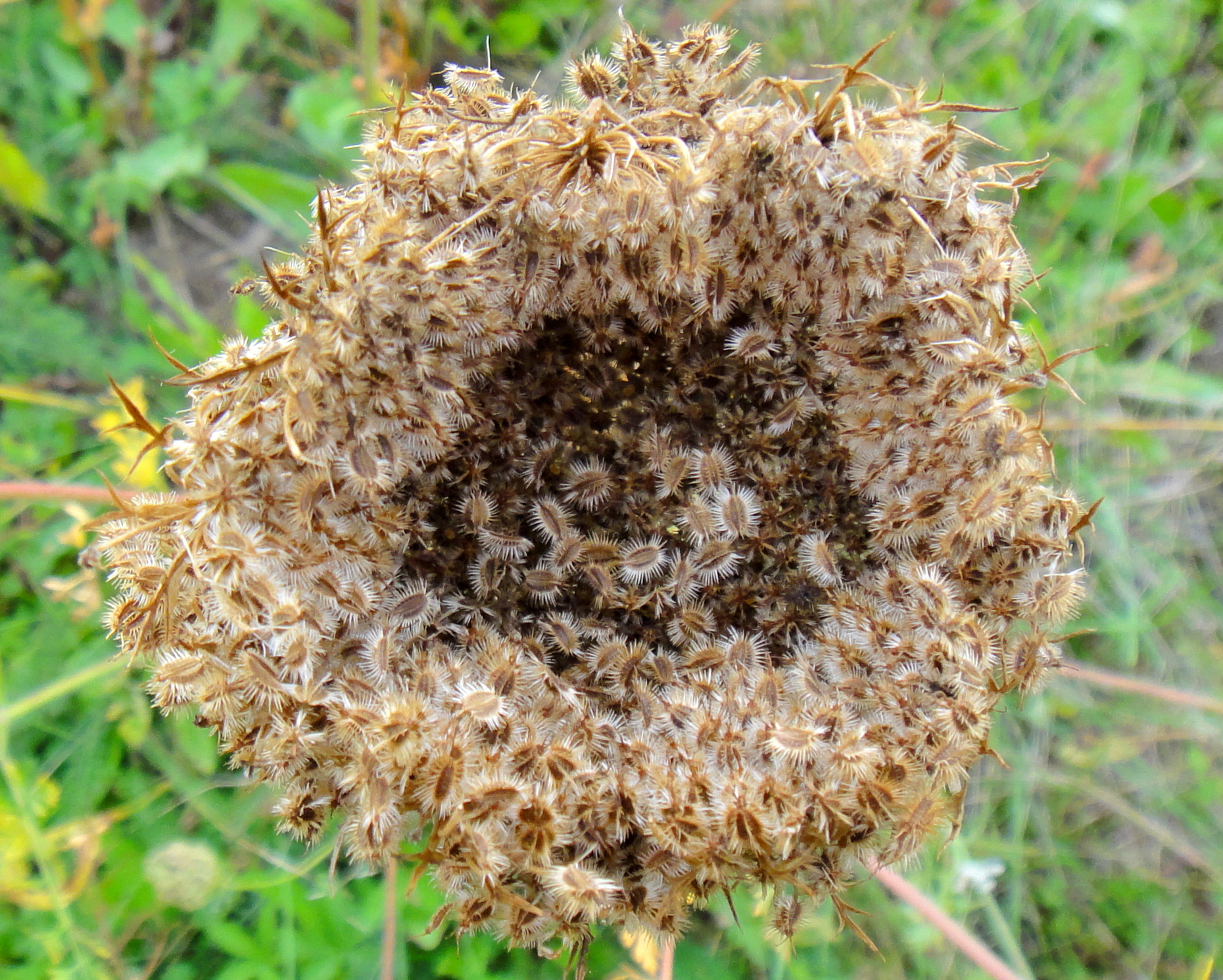
Ombelle fructifiée recroquevillée.
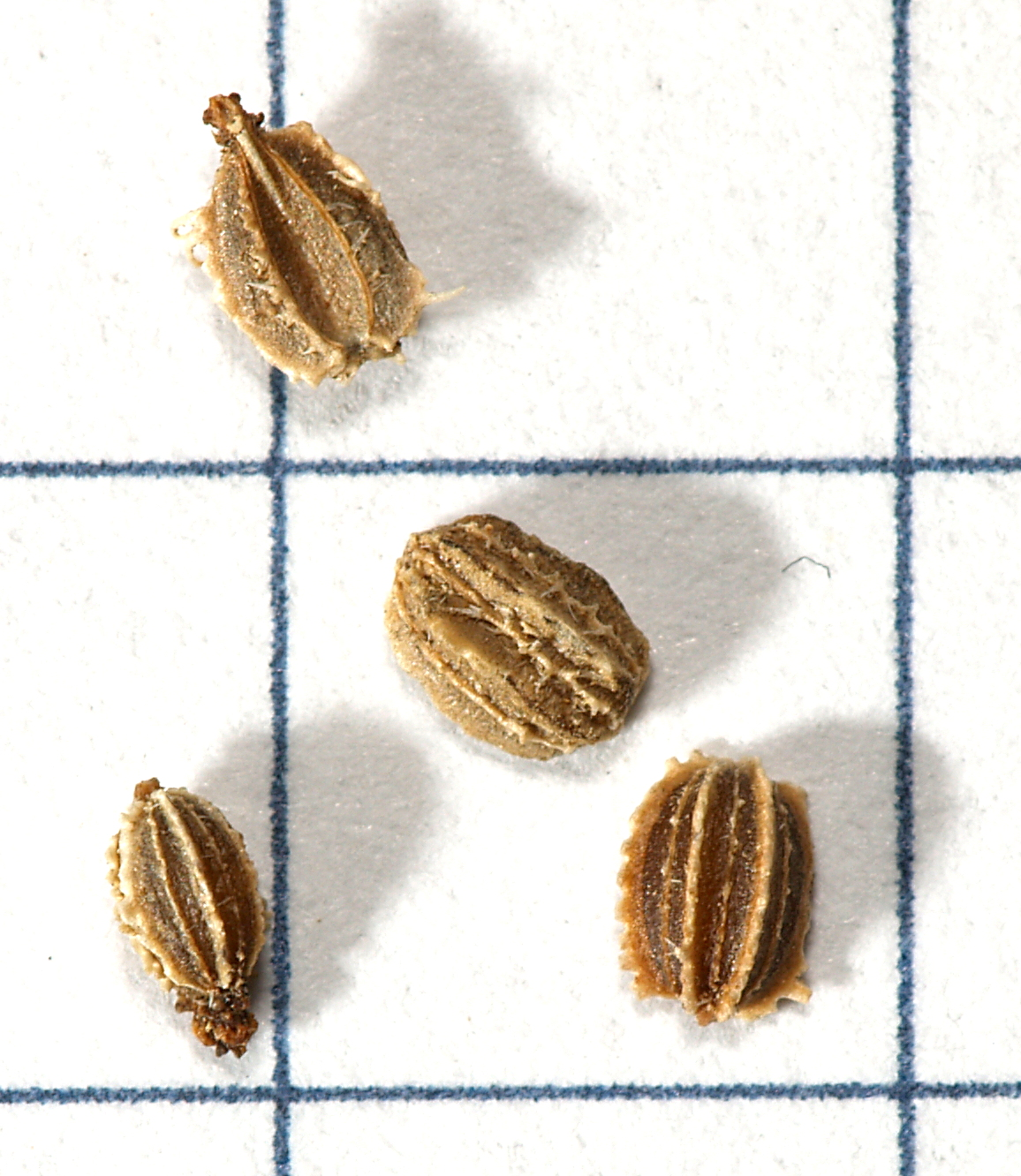
Graine : cinq arêtes filiformes, quatre ailées munies d'aiguillons.

## Liste des espèces

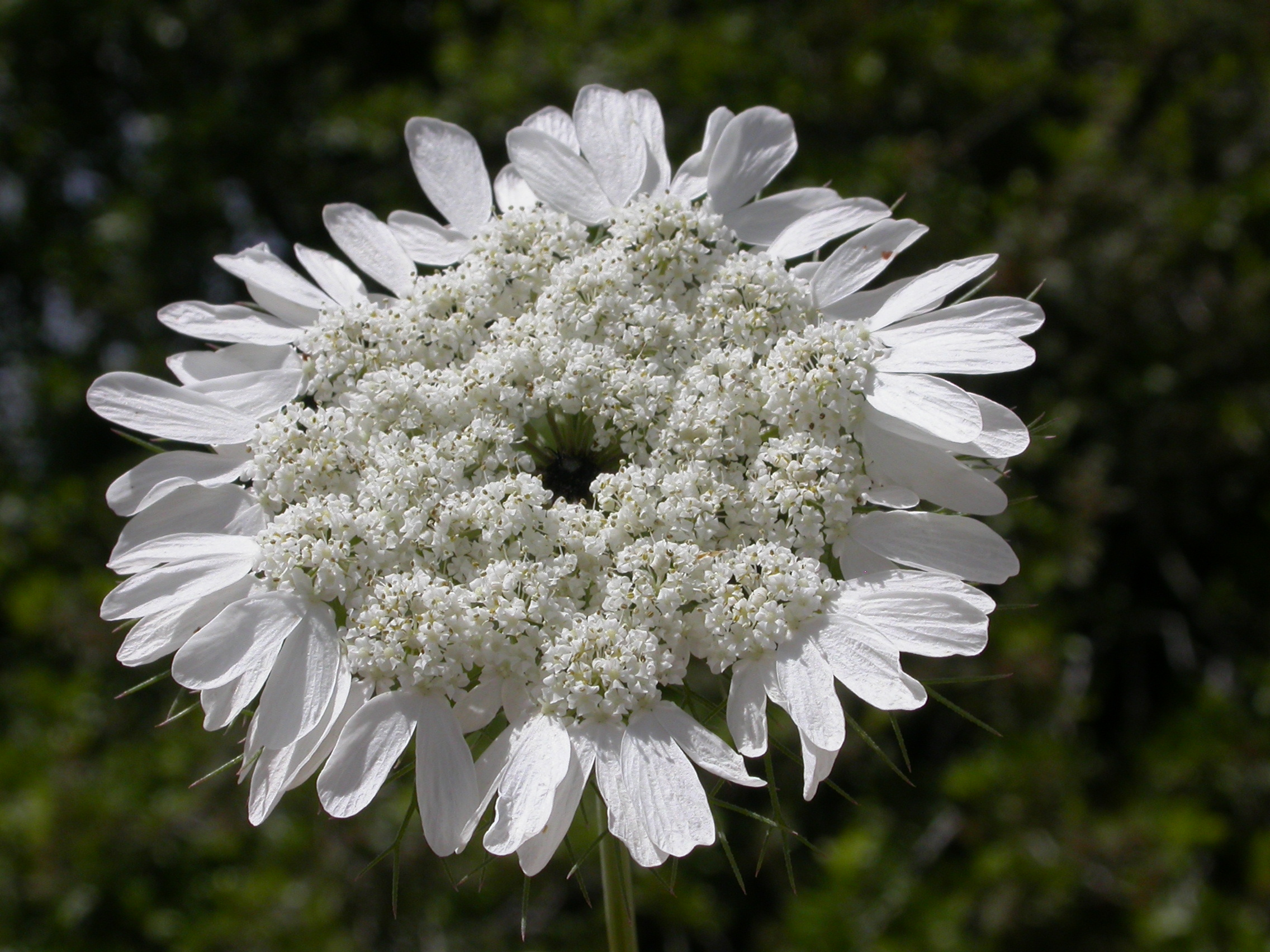
Daucus broteri.

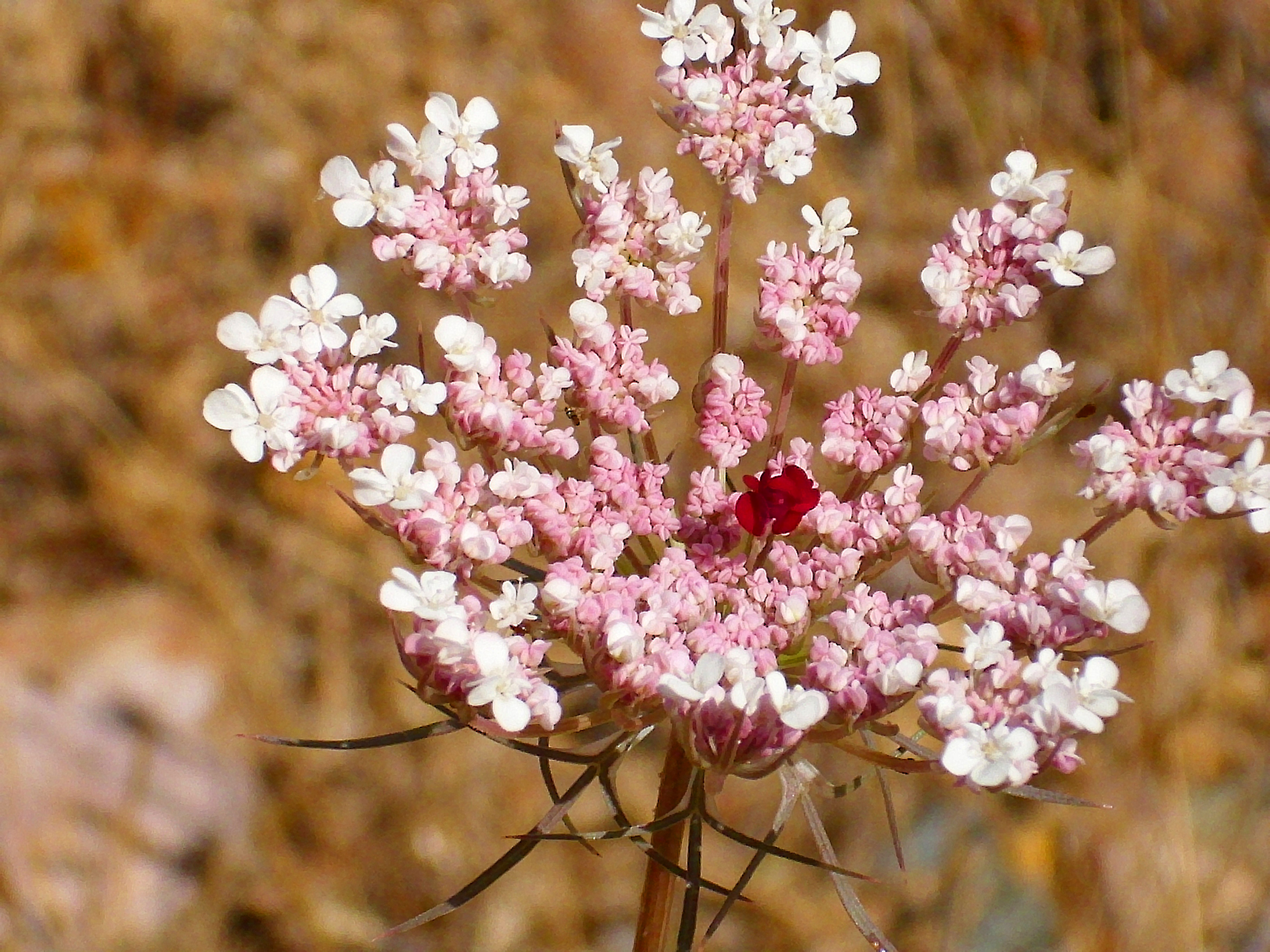
Daucus crinitus (Espagne).

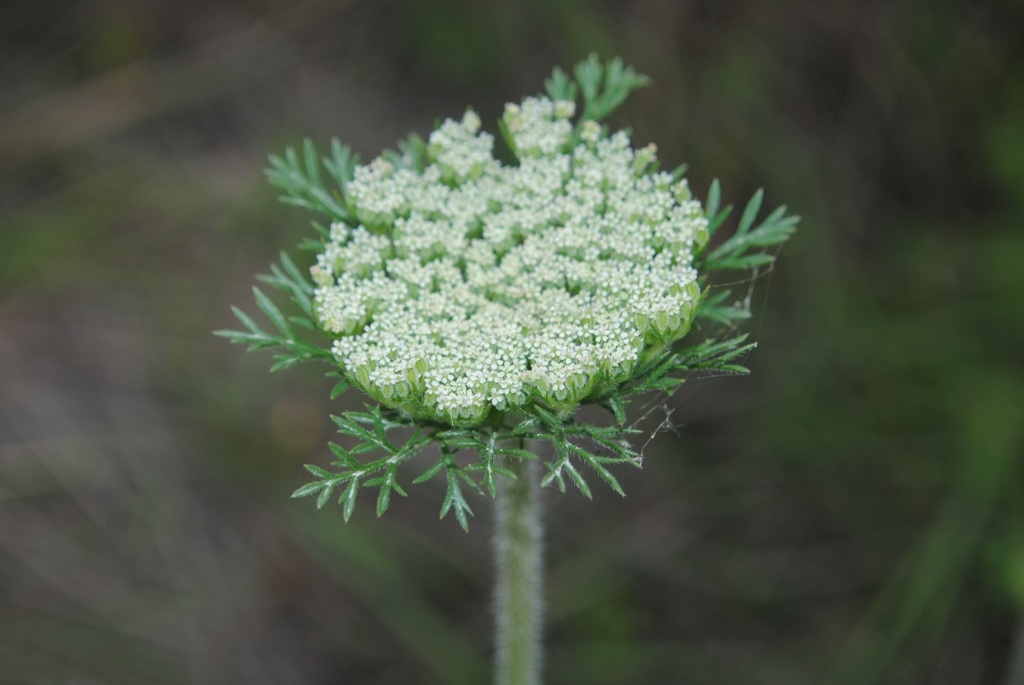
Daucus pusillus (Uruguay).

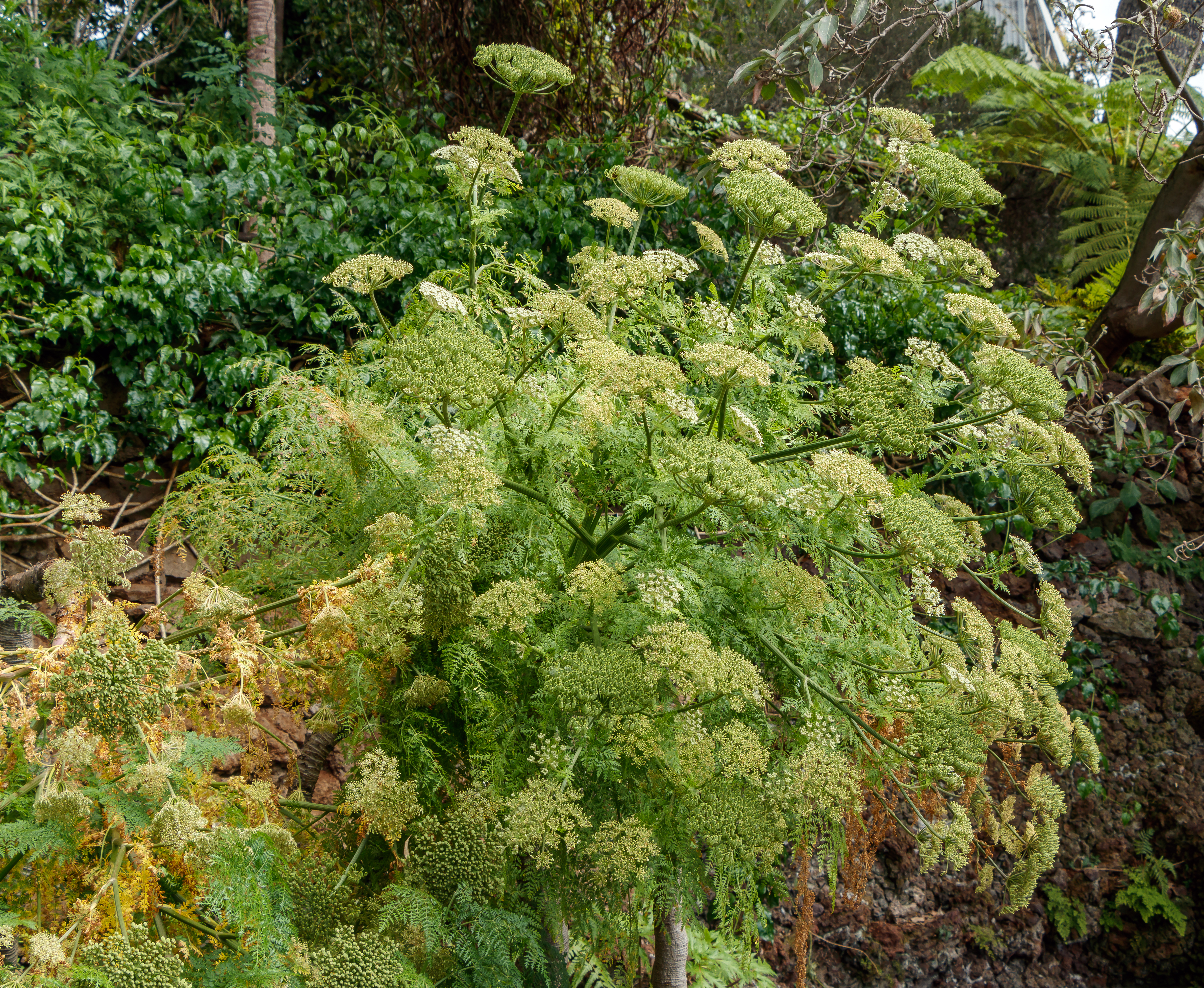
Daucus edulis.

Il existe 45 espèces selon le jardin botanique de Kew :
- Daucus aleppicus J. Thiébaut
- Daucus annuus (Bég.) Wojew., Reduron, Banasiak & Spalik
- Daucus aureus Desf.
- Daucus bicolor Sm.
- Daucus biseriatus Murb.
- Daucus broteri Ten.,
- Daucus carota L.
- Daucus conchitae Greuter
- Daucus crinitus Desf.
- Daucus decipiens (Schrad. & J. C. Wendl.) Spalik, Wojew., Banasiak & Reduron
- Daucus della-cellae (Asch. & Barbey ex E. A. Durand & Barratte) Spalik, Banasiak & Reduron
- Daucus durieua Lange
- Daucus edulis (Lowe) Wojew., Reduron, Banasiak & Spalik
- Daucus elegans (Webb ex Bolle) Spalik, Banasiak & Reduron
- Daucus glaber (Forssk.) Thell.
- Daucus glaberrimus Desf.
- Daucus glochidiatus (Labill.) Fisch., C. A. Mey. & Avé-Lall.
- Daucus gracilis Steinh.
- Daucus guttatus Sibth. & Sm.
- Daucus hochstetteri A. Br. ex Engl.
- Daucus incognitus (C. Norman) Spalik, Reduron & Banasiak
- Daucus insularis (Parl. ex Webb) Spalik, Wojew., Banasiak & Reduron
- Daucus involucratus Sibth. & Sm.
- Daucus jordanicus Post
- Daucus junceus (Willk.) Mart. Flores & M. B. Crespo
- Daucus mauritii (Maire) Sennen
- Daucus melananthus (Hochst.) Reduron, Spalik & Banasiak
- Daucus microscias Bornm. & Gauba
- Daucus minusculus Pau ex Font Quer
- Daucus mirabilis (Maire & Pamp.) Reduron, Banasiak & Spalik
- Daucus montanus Humb. & Bonpl. ex Schult.
- Daucus muricatus (L.) L.
- Daucus pedunculatus (Baker fil.) Banasiak, Spalik & Reduron
- Daucus pumilus (L.) Hoffm. & Link
- Daucus pusillus Michx.
- Daucus reboudii Coss. ex Batt. & Trab.
- Daucus rouyi Spalik & Reduron
- Daucus sahariensis Murb.
- Daucus setifolius Desf.
- Daucus setulosus Guss. ex DC.
- Daucus subsessilis Boiss.
- Daucus syrticus Murb.
- Daucus tenuisectus Coss. ex Batt.
- Daucus tenuissimus (A. Chev.) Spalik, Wojew., Banasiak & Reduron
- Daucus virgatus (Poir.) Maire

## Répartition
Le genre est représenté dans le monde entier, excepté la Sibérie, l'Alaska, le nord du Canada, le Groenland, l'Antarctique (les régions les plus froides), les forêts tropicales et les déserts d'Afrique et d'Asie,.
En France métropolitaine, une seule espèce est particulièrement courante : Daucus carota (dont de nombreuses sous-espèces), une autre est rare D. bicolor alors que D. aureus, D. crinitus, D. glochidiatus, D. gracilis, D. guttatus, D. littoralis, D. montevidensis, D. muricatus et D. sahariensis sont plus occasionnelles. Il semble que D. aureus et D. muricatus, deux espèces proches de D. bicolor, aient été relativement courantes dans le pourtour méditerranéen des XVIIIe et XIXe siècles,.
Deux autres espèces sont également présentes sur le territoire, Daucus minusculus et Daucus pumilus, mais considérées comme appartenant au genre Pseudorlaya par la littérature française, sous les noms respectifs Pseudorlaya minuscula et Pseudorlaya pumila. Elles sont présentes sur les côtes méditerranéennes, y compris la Corse.

## Menaces et conservation
Sur les 45 espèces connues, seules 14 espèces ont été évaluées par l’Union internationale pour la conservation de la nature et inscrites sur la liste rouge de l'UICN : douze en préoccupation mineure, une espèce à données insuffisantes et une seule espèce vulnérable : Daucus mirabilis.
Préoccupation mineure :
- Daucus aureus
- Daucus crinitus
- Daucus della-cellae
- Daucus durieua
- Daucus gracilis
- Daucus involucratus
- Daucus jordanicus
- Daucus littoralis
- Daucus muricatus
- Daucus pumilus
- Daucus pusillus
- Daucus sahariensis

Données insuffisantes :
- Daucus halophilus

Espèce vulnérable :
- Daucus mirabilis

Le genre Daucus figure à l'annexe I du Traité international sur les ressources phytogénétiques pour l'alimentation et l'agriculture, qui vise à garantir une agriculture durable et la sécurité alimentaire, par la conservation et l'utilisation durable des ressources phytogénétiques pour l'alimentation et l'agriculture, ainsi qu'à assurer le partage juste et équitable des avantages découlant de leur utilisation.

## Usages
Les graines de la plante appelée Daucus de Crète étaient un des multiples constituants de la thériaque de la pharmacopée maritime occidentale au XVIIIe siècle.